# BridgeOS
bridgeOSは、Appleが作成、開発した組み込みオペレーティングシステムである。bridgeOSは、AppleのTシリーズを搭載したMacで使われており、起動時にiBootによりロードされ、「Touch Bar」と呼ばれる有機ELタッチパネルを操作するほか、「Secure Enclave」内の暗号化されたデータの管理や、デバイスのカメラのゲートキーパーおよびビデオコーデックとして機能するなど、さまざまな機能を備えている。 bridgeOSは、AppleのwatchOSを大幅にカスタマイズしたバージョンである。